# Лотти, Антонио
Анто́нио Ло́тти (итал. Antonio Lotti; 5 января 1667, Венеция — 5 января 1740, там же) — композитор эпохи барокко, работавший в Венеции и германских государствах. Автор 8 ораторий и 24 опер, а также многочисленных произведений духовной музыки.

## Биография
Антонио Лотти родился в 1667 году в семье Маттео Лотти и Марины Гаспарин. Примерно в этот же период его отец Маттео Лотти начал службу придворным капельмейстером в Ганновере, и различные источники указывали в качестве места рождения Антонио либо Венецию, либо Ганновер. Позже, однако, была найдена запись о его рождении, датируемом 5 января 1667 года в Венеции. Мальчик был крещён 25 января в церкви Св. Марины, где в 1662 году венчались его родители. Сам Антонио называл себя венецианцем (итал. Veneto). Музыкальный словарь Римана сообщает, что он учился в Венеции у маэстро Легренци и что ещё до того, как Антонио исполнилось 16 лет, он поставил свою первую оперу, Il Giustino, на венецианской сцене. Большинство источников, однако, называет его первой оперой Il trionfo dell’innocenza, поставленный в начале 1690-х годов.
В 1687 году Антонио поступил в хор собора Св. Марка в Венеции на место альта. В 1690 году он стал помощником органиста, два года спустя вторым органистом, а в 1704 году первым органистом. С 1702 по 1717 год были поставлены семнадцать опер Лотти. Он также писал музыку для женского хора больницы Ospedale degli Incurabili.
С 1717 по 1719 год Лотти по приглашению правителя Саксонии Фридриха Августа проживал в Дрездене. За это время там были поставлены три его оперы: Giove in Argo, Ascanio и Teofane. Его опера, в частности, была первой исполненной в новом оперном театре Дрездена в 1719 году. Вместе с ним в Дрезден были приглашены его жена, сопрано Санта Стелла, ещё ряд певцов и либреттист. С 1719 года, когда он вернулся в Венецию, Лотти полностью отказался от сочинения светской музыки и сосредоточился на духовных жанрах: мессах, мотетах и прочих. В 1736 году он занял должность капельмейстера собора Св. Марка с годовым окладом в 400 дукатов.
Лотти принадлежит заслуга воспитания нескольких видных композиторов и музыкантов. Среди его учеников — Бенедетто Марчелло, Джузеппе Альберти, Бальдассаре Галуппи, Франческо Гаспарини и Песчетти.
Антонио Лотти скончался 5 января 1740 года от отёка. Он был похоронен в церкви Сан-Джеминьяно. Считается, что его останки были перенесены в другое место перед разрушением церкви Наполеоном в 1807 году, но нынешнее их местонахождение неизвестно.

## Творчество
Творчество Лотти может быть условно разделено на два периода, до и после возвращения из Дрездена. Если в первый период композитор активно сочинял как духовную, так и светскую музыку, то во второй он сосредоточился исключительно на духовной. Тем не менее его перу принадлежит значительное количество светских произведений, в том числе:
- 24 оперы, написанных для Венеции, Вены и Дрездена. Восемь из этих опер дошли до наших дней полностью: Alessandro Severo, Ascanio, Costantino, Foca superbo, Giove in Argo, Polidoro, Porsenna и Teofane. Ещё из девяти сохранились отдельные части, а семь считаются утерянными полностью[6]
- восемь ораторий, из которых сохранились только две: Il voto crudele и L’umiltà coronata in Esther[6]
- светские произведения малой формы, часть которых была собрана в сборник «Duetti, terzetti e madrigali a piu voci», посвящённый императору Леопольду I.
- Духовные сочинения, среди которых наибольшую популярность получило Crucifixus а 8

Духовная музыка Лотти включает многочисленные мессы, мотеты, антифоны, Miserere. Missa Sapientiae Лотти хранилась в личной библиотеке Баха, и существует мнение, что её влияние ощущается в баховской Мессе си минор.
Один из мадригалов Лотти, включённых в сборник 1705 года, La vita caduta (in una siepe ombrosa), был исполнен в Лондоне в 1731 году как сочинение Бонончини. В результате последовавшего скандала имя подлинного автора было установлено.